# Église San Paolo alla Regola

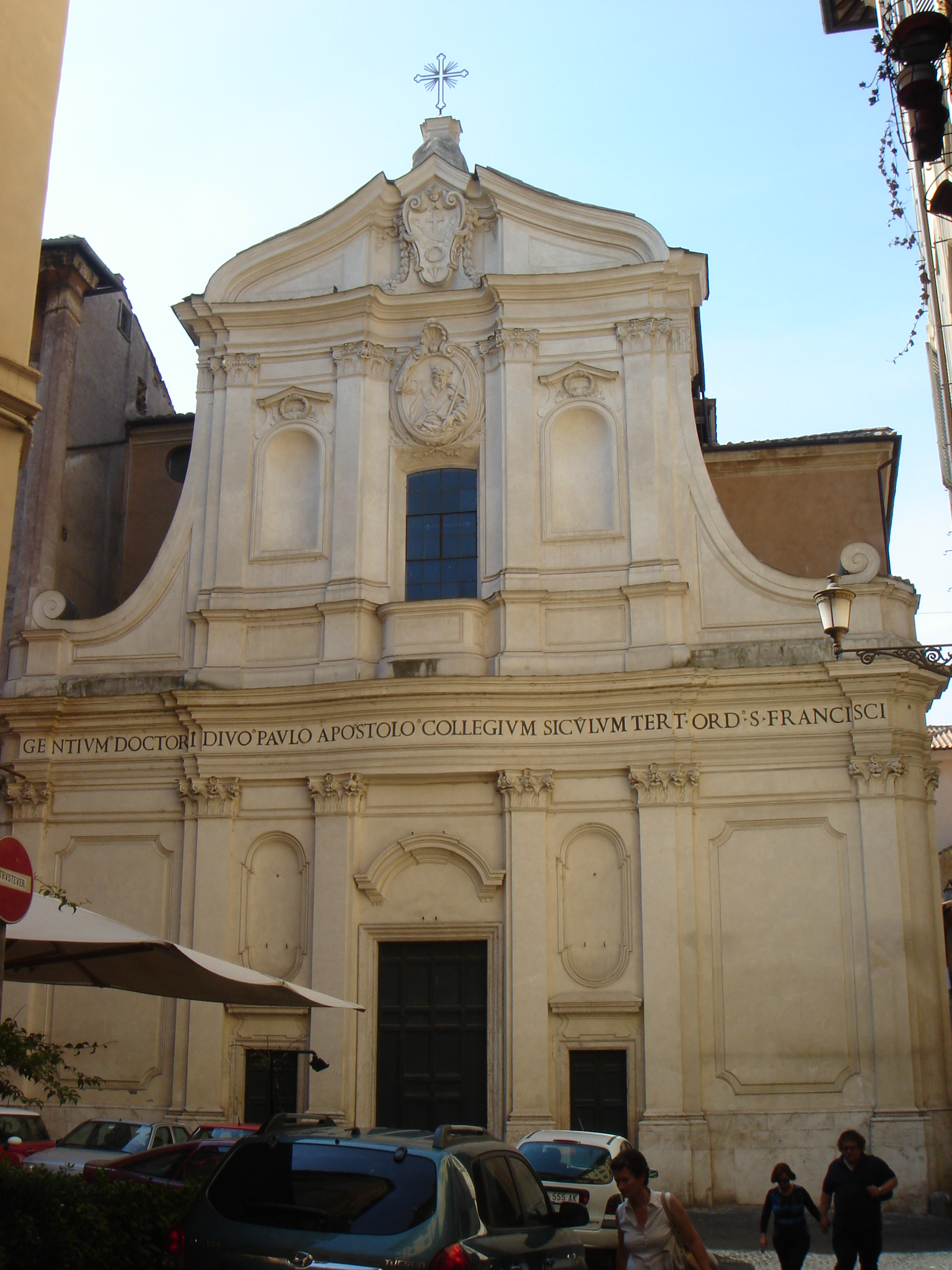
Façade de l'église

Pour les articles homonymes, voir San Paolo alla Regola.
L'église San Paolo alla Regola est une église de Rome située dans le rione Regola, sur la place éponyme. Le nom provient du mot arenula qui signifie sable, à cause de la rive du proche rive du Tibre qui était marécageuse. La déformation du mot se fit ensuite en reula pour finir en regola

## Histoire
La mention d'un site chrétien à cet endroit date des premiers siècles du christianisme, avec le souvenir de saint Paul en mémoire duquel existait un oratoire. Le pape saint Sylvestre au IVe siècle, fit construire une église près de cet oratoire.
En 1619 les pères du Tiers Ordre Franciscain firent l'acquisition de cette église auprès des Augustins, avec les bâtiments conventuels annexes. En 1687 l'église fut rénovée par Giovanni Battista Borgonzoni, et c'est en 1721 qu'elle prit son aspect définitif avec les travaux de Giacomo Ciolli puis de Giuseppe Sardi.
Elle est un exemple de l'architecture baroque tardive romaine.

## Description

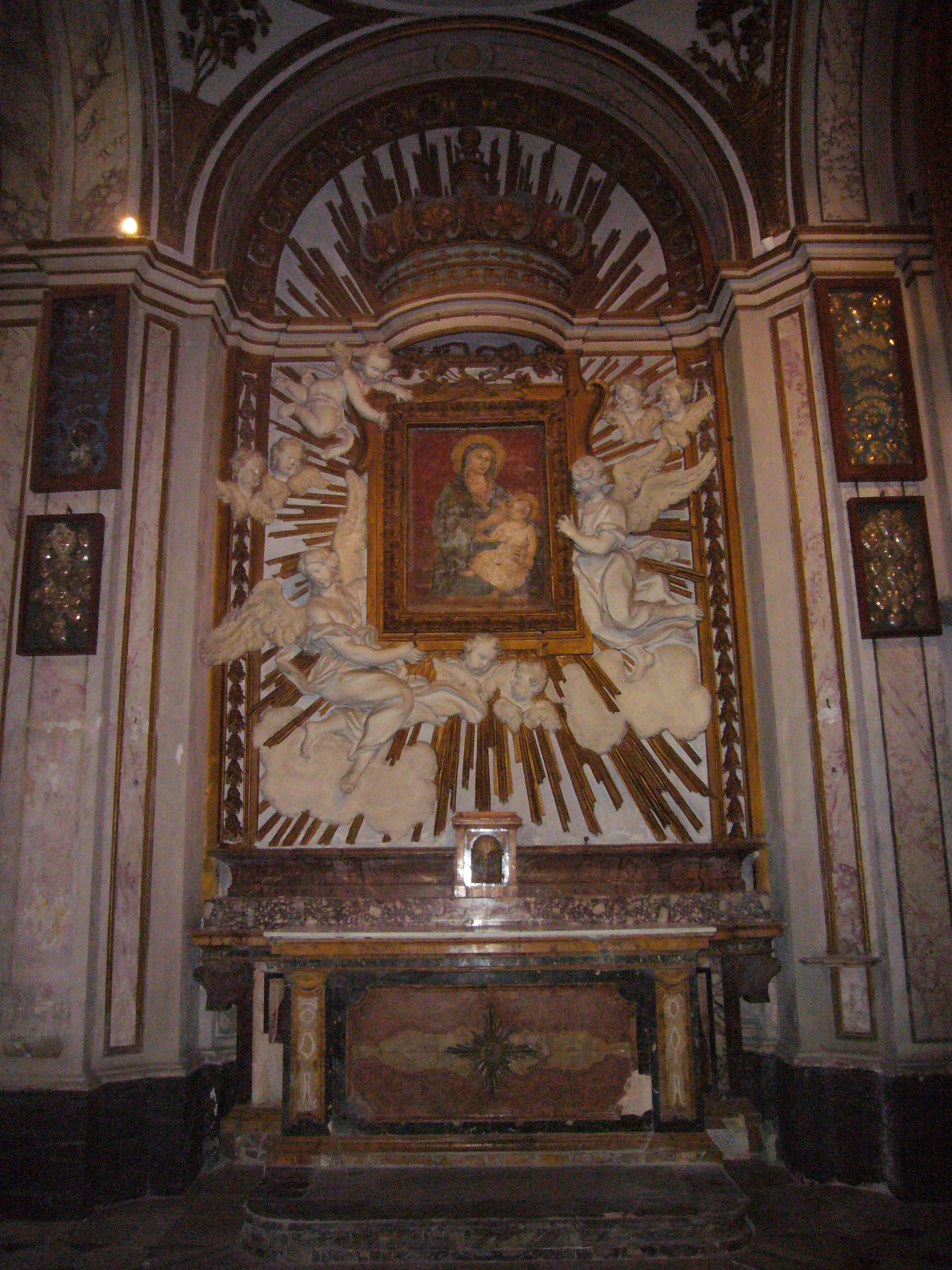
Autel de la vierge des grâces

L'église est en forme de croix grecque. Le maître-autel, situé dans l'abside, est orné de trois grandes œuvres de Luigi Garzi représentant au centre la conversion de saint Paul, à gauche sa prédication à Rome, et à droite son martyre. Sous ces peintures se trouvent des stalles en noyer du XVIIIe siècle. L'autel est en marbre de différentes couleurs. Les deux portes latérales sont aussi encadrées de décorations en marbre jaune et vert.
Dans la première chapelle à gauche se trouve une œuvre de Giacinto Calandrucci représentant saint Antoine de Padoue portant l'Enfant Jésus dans ses bras. Dans la seconde, une toile du même auteur où figure sainte Anne à laquelle la vierge Marie tend Jésus. Dans la dernière chapelle de gauche se trouve la Virgine delle Grazie, œuvre du XIVe siècle représentant la vierge allaitant l'enfant. Elle se trouvait à l'entrée de l'ancienne église quand celle-ci fut entièrement restaurée au XVIIe siècle, et fut déplacée dans cette chapelle.
Au-dessus de la porte de la sacristie, est placée une œuvre de l'artiste romain Biagio Puccini : la Vierge qui confie son enfant à sainte Claire d'Assise. Les murs de la sacristie sont recouverts de bois de noyer, et la voûte a été peinte par Ignaz Ster.
La première chapelle de droite est dédiée à sainte Rosalie, sur le tableau au-dessus de l'autel figurent sainte Claire, sainte Rose de Viterbe et sainte Rosalie. La seconde chapelle contient une de Michele Rocca représentant saint François d'Assise recevant les stigmates. Dans la troisième chapelle se trouve un grand crucifix en bronze du XVIIe siècle du sculpteur bolonais Alessandro Algardi.
Sous la toile de Puccini se trouve la porte qui conduit à l'oratoire de saint Paul construit sur les ruines de la maison occupée par le saint alors qu'il était prisonnier à Rome. Là, il accueillait tous ceux qui venaient le voir et leur enseignait l'évangile. Il y vécut de 61 à 63, surveillé par un soldat romain. C'est là qu'il écrivit les lettres aux Colossiens, à Philémon, aux Éphésiens et aux Philippiens.